# Zwölferkopf
Zwölferkopf är en bergstopp i Österrike.   Den ligger i distriktet Reutte och förbundslandet Tyrolen, i den västra delen av landet, 400 km väster om huvudstaden Wien. Toppen på Zwölferkopf är 1 287 meter över havet, eller 397 meter över den omgivande terrängen. Bredden vid basen är 5,5 km.
Terrängen runt Zwölferkopf är kuperad åt sydväst, men åt nordost är den platt. Runt Zwölferkopf är det ganska tätbefolkat, med 67 invånare per kvadratkilometer.. Närmaste större samhälle är Reutte, 11,9 km sydost om Zwölferkopf. 
Omgivningarna runt Zwölferkopf är en mosaik av jordbruksmark och naturlig växtlighet.